# Albertus Lycklama à Nijeholt (1705-1753)

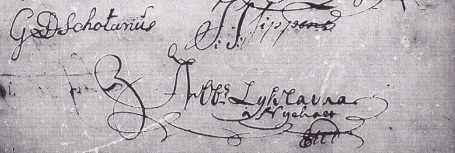
Handtekening van Albertus Lycklama à Nijeholt

Albertus Lycklama à Nijeholt sr. (Steenwijkerwold, oktober 1705 – Wommels, 2 juni 1753) was een advocaat en bestuurder. Hij was een zoon van Jacobus Lyckles Lycklama à Nijeholt (1682-1742), rentmeester van De Eese en verwalter scholtis (vervangend schout) van Steenwijkerwold, en Maria Kiers (?-1758).
Albertus studeerde eerst in de medicijnen te Franeker maar stopte hiermee om vervolgens te gaan  studeren in de rechten. Hij promoveerde op 30 juni 1728 en vestigde zich als advocaat van het Hof van Friesland.
Bij zijn huwelijk met Adriana van Burenstins, op 4 september 1729 te Franeker, werd hij vermeld als schout van Steenwijk. Zijn oudovergrootvader, Lyckle Eables, kwam hier ook vandaan en is zich later gaan vestigen op zijn Friesburg te Nijeholtpade.
Kort na zijn promoveren werd hij benoemd tot secretaris van Hennaarderadeel, waardoor hij te Wommels ging wonen waar hij een huis had laten bouwen. Later betrok Dr. H.W. van der Kolk deze woning na vergroot te zijn.
Lycklama werd later vroedschap van Franeker waar hij ook een aantal jaren burgemeester is geweest. In 1734 kwam prins Willem IV in Franeker op bezoek waar hij door Lycklama werd begroet in dichtvorm. Lycklama bleek de dichtkunst te beoefenen. Volgens Mr. Cornelis Scheltema, Paulusz. die lange tijd, evenals zijn zoon, secretaris van Franeker was, had Lycklama al op jonge leeftijd een dichtbundeltje gemaakt. In zijn studententijd schreef hij onder het anagram; Terbulas Klylaam, een blijspel getiteld: het Franeker Studentenleven.

## Kinderen
Uit zijn huwelijk met Adriana van Burenstins kreeg hij de volgende kinderen:
- Baukje Maria Lycklama à Nijeholt (1730-1805), gehuwd met D.J. (Dirk) Dibbets, raad van Indië
- Maria Lycklama à Nijeholt (1732-1766), gehuwd met ds. P.J. (Petrus) Moens
- Yda Lycklama à Nijeholt (1734-?), gehuwd met ds. S. (Sicco) Abbring[2]
- Mr. dr. Hector Jacob Lycklama à Nijeholt (1736-1772), advocaat te Bolsward wonende op ‘Monsma State’
  - Kleinkind; Willem Lycklama à Nijeholt, apotheker te Bolsward, inspecteur der Rijksmiddelen te Workum
  - Kleinkind; Albertus Lycklama à Nijeholt, generaal-majoor, ridder in het Legioen van Eer, de orde van de Unie en de Reünie
  - Kleinkind; Tjepke Hector Lycklama à Nijeholt, apotheker en raad in de vroedschap te Bolsward, wonende op 'Monsma State'
  - Kleinkind; Adrianna Lycklama à Nijeholt, gehuwd met J.P. (Jan) Westerbaan
  - Kleinkind; Dr. Durk Lycklama à Nijeholt, geneesheer te Enkhuizen
- Mr. dr. med.Jacobus Egbertus Lycklama à Nijeholt (1742-1810), arts, apotheker en baljuw te IJsselstein

- Biografisch Portaal: 30678747
- International Standard Name Identifier: 0000 0003 9482 634X
- Nederlandse Thesaurus van Auteursnamen: 163191832
- Virtual International Authority File: 289469543
- WorldCat: E39PBJy8myXgfpRTkbKTk7rrMP